# Hannes Keppler
Hannes Keppler (* 26. Oktober 1915 in Breslau; † 19. August 1974 in Augsburg) war ein deutscher Schauspieler, Regisseur und Hörspielsprecher.

## Leben
Keppler begann seine Theaterlaufbahn 1935 als Schauspieler und war bis Kriegsausbruch an Bühnen in Hanau, Wunsiedel und Koblenz tätig. Während des Zweiten Weltkriegs gehörte er dem Ensemble von Otto Falckenbergs Kammerspielen im Münchner Schauspielhaus an. In der letzten Theaterspielzeit während des Krieges 1943/44 wechselte er an das Münchner Volkstheater unter der Leitung von Willem Holsboer. Er stand 1944 in der Gottbegnadeten-Liste des Reichsministeriums für Volksaufklärung und Propaganda.
Von 1955 bis 1956 war Keppler am Städtebundtheater in Hof an der Saale als Schauspieler und Oberspielleiter tätig. Es folgte 1957 ein Engagement in gleichen Funktionen an das Stadttheater in Regensburg und seit 1958 an das Theater der Stadt Koblenz. Von 1963 bis 1974 war Keppler Intendant des Städtebundtheaters Hof.
Keppler wirkte zudem in verschiedenen Film-, Fernseh- und Hörspielproduktionen mit.
Darunter befand sich der nationalsozialistische Propagandafilm Kampfgeschwader Lützow, der heute in Deutschland als Vorbehaltsfilm nur unter bestimmten Voraussetzungen aufgeführt werden kann. Hannes Keppler spielte aber auch in Unterhaltungsfilmen wie im Jahr 1942 Zwei in einer großen Stadt von Volker von Collande mit Monika Burg, Karl John und Paul Henckels, 1945 Ein Mann wie Maximilian von Hans Deppe mit Wolf Albach-Retty, Karin Hardt und Fritz Odemar und 1951 Grenzstation 58 in der Regie von Harry Hasso mit Hansi Knoteck, Mady Rahl und Heinz Engelmann. Die letzte Rolle in einem Spielfilm hatte er in der Sex-Satire Frisch, fromm, fröhlich, frei von Rolf Thiele mit Monika Berg und Horst Frank.
Im Fernsehen war Keppler im Jahr 1969 in einer Folge des Königlich Bayerischen Amtsgerichts zu sehen. In der Krimiserie Mordkommission mit Charles Regnier, Jochen Busse und Karl-Heinz von Hassel verkörperte er von 1973 bis 1974 in vier Folgen die Rolle des Kusenberg.

## Filmografie (Auswahl)
- 1939: Der ewige Quell
- 1940: Feinde
- 1941: Kampfgeschwader Lützow
- 1942: Zwei in einer großen Stadt
- 1943: Der unendliche Weg
- 1944: Ich bitte um Vollmacht
- 1944: Die heimlichen Bräute
- 1944: Die keusche Sünderin
- 1944: Aufruhr der Herzen
- 1944/49: Ein Herz schlägt für Dich
- 1944/49: Münchnerinnen
- 1944/50: Schuß um Mitternacht
- 1945: Wo ist Herr Belling?
- 1945: Ein Mann wie Maximilian
- 1945: Das alte Lied
- 1950: Zwei in einem Anzug
- 1950: Kronjuwelen
- 1951: Grenzstation 58
- 1952: Der weißblaue Löwe
- 1954: Sonne über der Adria
- 1966: Die Ersten und die Letzten (Fernsehfilm)
- 1967: Der Röhm-Putsch (Fernsehfilm)
- 1969: Königlich Bayerisches Amtsgericht (Fernsehserie) – Die Drud
- 1970: Frisch, fromm, fröhlich, frei
- 1972: Mattheis bricht’s Eis (Fernsehfilm)
- 1974: Mordkommission (Fernsehserie) – vier Folgen als Kusenberg

## Hörspiele (Auswahl)
- 1953: Herrn Cyprians Abenteuer – Regie: Olf Fischer
- 1953: Die Dachserin – Regie: Olf Fischer
- 1955: Nie wieder Schlaf – Regie: Hellmuth Kirchammer
- 1956: Der Komödienstadel – Der z'brochene Kruag; Die lebendige Leich; Das Dienstjubiläum – Regie: Olf Fischer
- 1957: Die bayerische Venus – Regie: Olf Fischer
- 1960: Wenn der Hahn kräht (nach August Hinrichs, bearbeitet von Walter Netzsch) – Regie: Olf Fischer